# Neißemünde
Neißemünde ist eine Gemeinde im Landkreis Oder-Spree im Südosten von Brandenburg. Die Gemeinde gehört dem Amt Neuzelle mit Sitz in Neuzelle an.

## Geografie

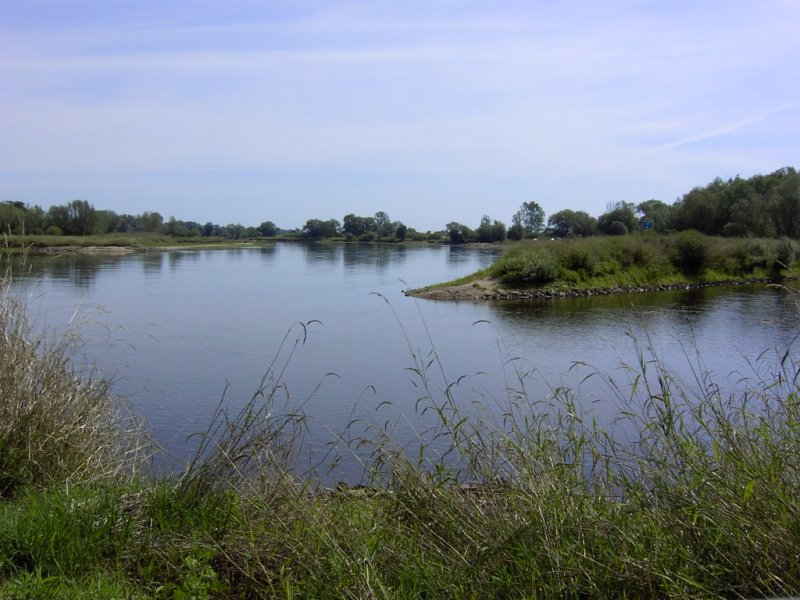
Die Neiße (rechts vorn) mündet in die Oder

Beim Ortsteil Ratzdorf mündet die Neiße in die Oder. Beide Flüsse bilden hier seit 1945 die Grenze zwischen Deutschland und Polen.

## Gemeindegliederung
Die Gemeinde besteht laut ihrer Hauptsatzung aus folgenden Ortsteilen:
- Breslack (niedersorbisch Brjazowy Ług)
- Coschen (Kóšyna)
- Ratzdorf (Radšow)
- Wellmitz (Wjelmice)

Hinzu kommen die Wohnplätze Abbau Juntschen, Breslacker Mühle, Buderoser Mühle, Fuhrmannsruh, Gut Breslack, Kolonie Breslack, Landgut Wellmitz, Pfaffenschänke und Schießhaus.

## Geschichte
Breslack, Coschen, Ratzdorf und Wellmitz gehörten seit 1817 zum Kreis Guben in der Provinz Brandenburg und ab 1952 zum Kreis Eisenhüttenstadt-Land im DDR-Bezirk Frankfurt (Oder). Seit 1993 liegen die Orte im brandenburgischen Landkreis Oder-Spree.
Die Gemeinde Neißemünde wurde durch Zusammenschluss der vier ehemals selbstständigen Gemeinden, den jetzigen vier Ortsteilen, am 31. Dezember 2001 gebildet.

## Bevölkerungsentwicklung
| Jahr | Einwohner |
| ---- | --------- |
| 2001 | 1 903     |
| 2005 | 1 884     |
| 2010 | 1 761     |
| 2015 | 1 610     |
| 2020 | 1 619     |

| Jahr | Einwohner |
| ---- | --------- |
| 2021 | 1 599     |
| 2022 | 1 618     |
| 2023 | 1 590     |
| 2024 | 1 587     |

Gebietsstand des jeweiligen Jahres, Einwohnerzahl: Stand 31. Dezember, ab 2011 auf Basis des Zensus 2011, ab 2022 auf Basis des Zensus 2022

## Politik

### Gemeindevertretung
Die Gemeindevertretung von Neißemünde besteht aus zwölf Gemeindevertretern und der ehrenamtlichen Bürgermeisterin. Die Kommunalwahl am 9. Juni 2024 führte bei einer Wahlbeteiligung von 74,0 % zu folgendem Ergebnis:
| Partei / Wählergruppe       | Stimmenanteil 2019 | Sitze 2019 |        | Stimmenanteil 2024 | Sitze 2024 |
| --------------------------- | ------------------ | ---------- | ------ | ------------------ | ---------- |
| Zukunft Neißemünde          | 51,2 %             | 7          | 62,1 % | 7                  |            |
| Wellmitzer Liste            | 40,1 %             | 5          | 33,9 % | 4                  |            |
| Bündnis 90/Die Grünen       | 03,9 %             | –          | 04,0 % | 1                  |            |
| CDU                         | 02,9 %             | –          | –      | –                  |            |
| Einzelbewerber Dietmar Helm | 02,0 %             | –          | –      | –                  |            |
| Insgesamt                   | 100 %              | 12         | 100 %  | 12                 |            |

### Bürgermeister
- 2003–2019: Ute Petzel (Zukunft Neißemünde)[11]
- seit 2019: Manuela Mosig (Zukunft Neißemünde)

Mosig wurde bei der Bürgermeisterwahl am 26. Mai 2019 mit 51,5 % der gültigen Stimmen gewählt. Am 9. Juni 2024 wurde sie ohne Gegenkandidaten mit 83,5 % der gültigen Stimmen in ihrem Amt bestätigt. Ihre Amtszeit beträgt fünf Jahre.

## Sehenswürdigkeiten

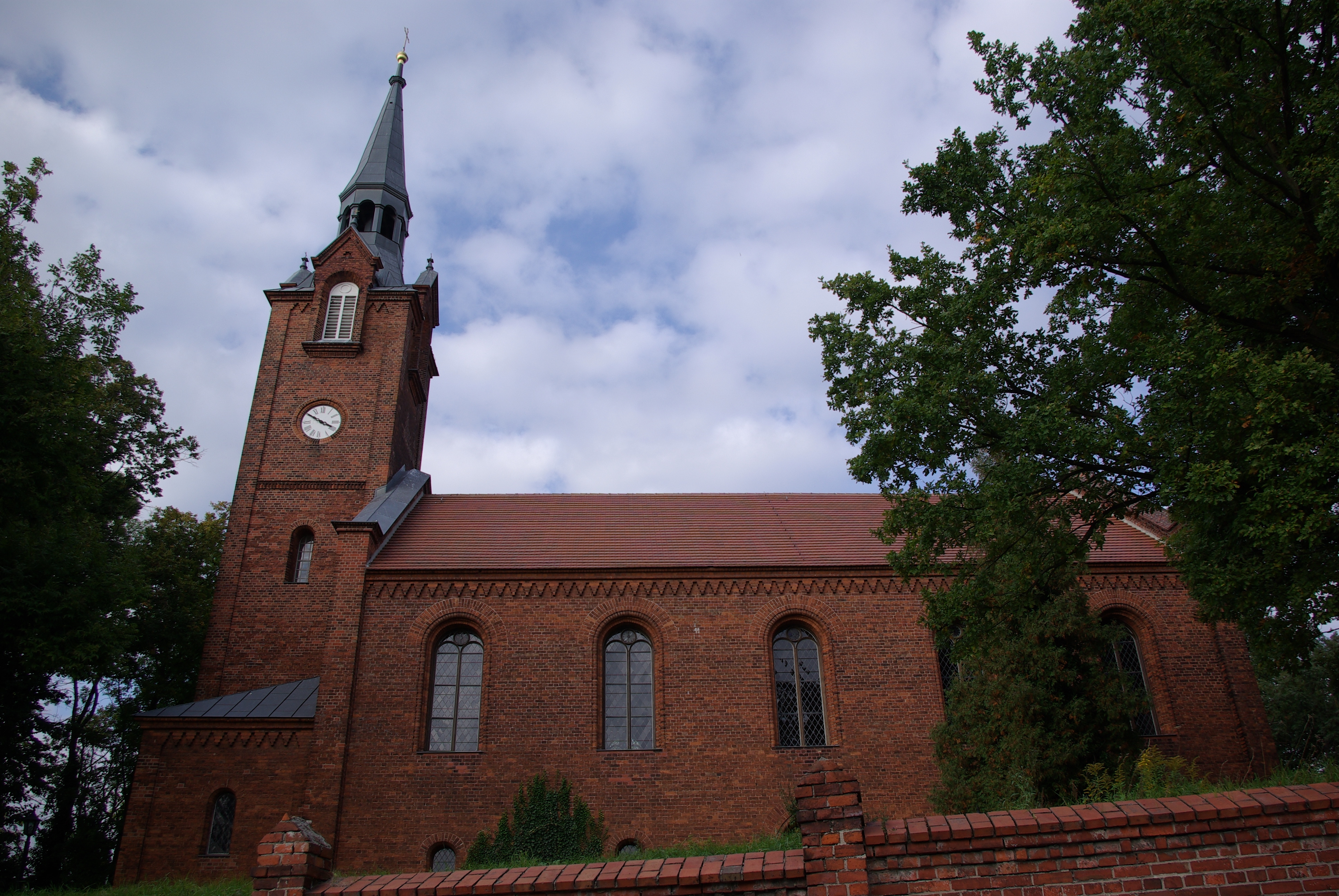
Kirche in Wellmitz

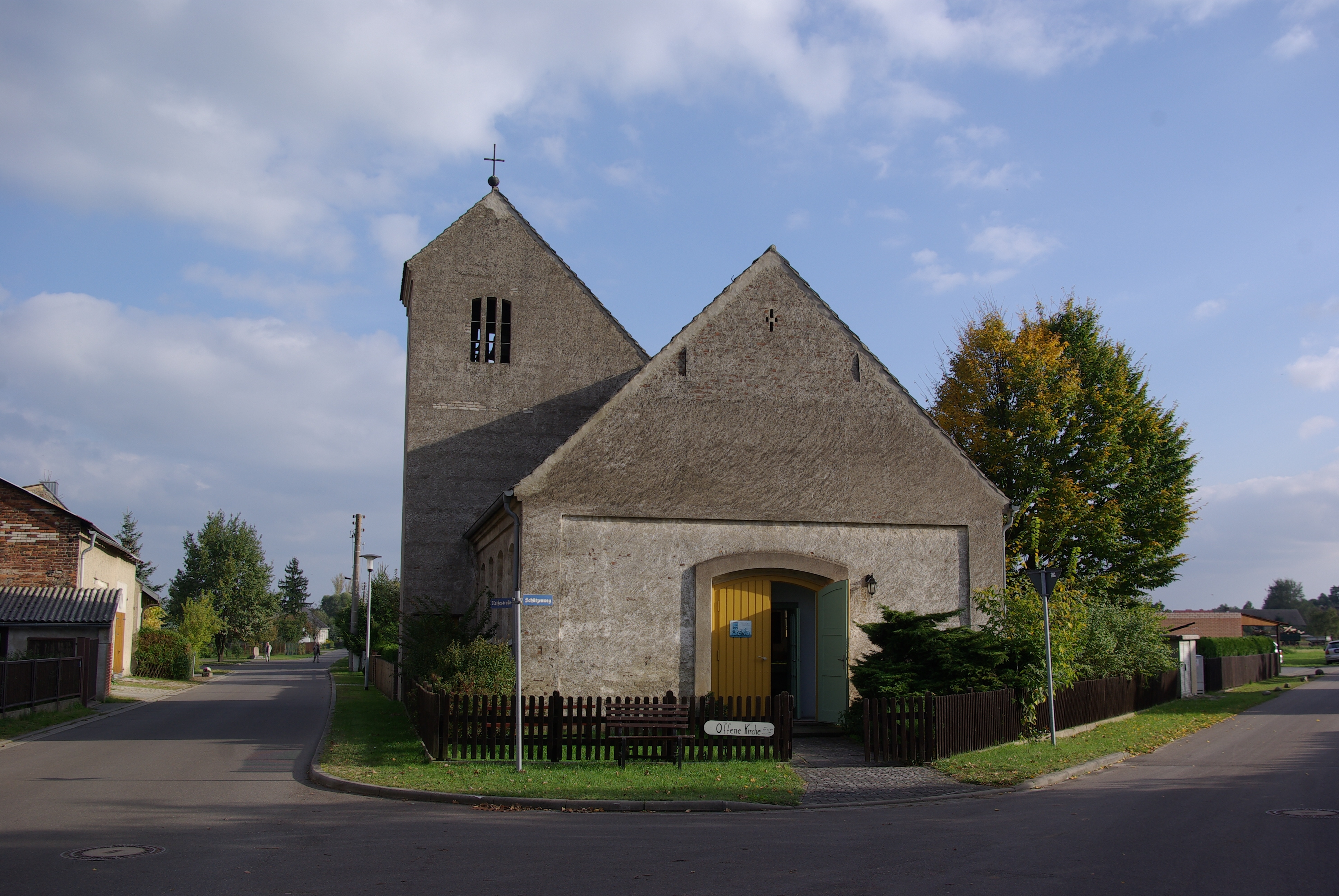
Kirche in Ratzdorf

In der Liste der Baudenkmale in Neißemünde und in der Liste der Bodendenkmale in Neißemünde stehen die in der Denkmalliste des Landes Brandenburg eingetragenen Kulturdenkmale.

## Verkehr
- Durch das Gemeindegebiet verläuft die Bundesstraße 112, die Eisenhüttenstadt  mit Guben verbindet. Die nächste Autobahnanschlussstelle ist Frankfurt (Oder)-Mitte an der Bundesautobahn 12 Frankfurt (Oder)–Berlin in etwa 30 km Entfernung.
- Im Gemeindegebiet befinden sich zwischen Neuzelle und Guben die Haltepunkte Wellmitz und Coschen an der Niederschlesisch-Märkischen Eisenbahn. Sie werden von der Regionalbahnlinie RB 43 Frankfurt (Oder)–Falkenberg (Elster) sowie der Regionalexpresslinie RE 10 Frankfurt (Oder)–Leipzig bedient.
- In Ratzdorf befindet sich ein Anleger für die Fahrgastschifffahrt auf der Oder.

## Persönlichkeiten
- Karl Gander (1855–1945), Heimatforscher, geboren in Coschen